# Sanctórum (Puebla)
Sanctórum es una localidad del estado mexicano de Puebla. Es parte del municipio de Cuautlancingo.

## Demografía
| Censo | Población |
| ----- | --------- |
| 1900  | 590       |
| 1910  | 652       |
| 1921  | 778       |
| 1930  | 812       |
| 1940  | 910       |
| 1950  | 1 409     |
| 1960  | 1 973     |
| 1970  | 2 296     |
| 1980  | 4 669     |
| 1990  | 12 645    |
| 1995  | 18 451    |
| 2000  | 21 083    |
| 2005  | 24 250    |
| 2010  | 27 936    |
| 2020  | 35 083    |